# كاليكراتيس
كاليكراتيس (باليونانية: Καλλικράτης)‏ هو معماري إغريقي من مدينة أثينا عاش في القرن الخامس قبل الميلاد، شارك مع إكتينوس في بناء معبد بارثينون كما بنى معبد نايك في أثينا.